# ام‌وی انونیتی
ام‌وی انونیتی (به انگلیسی: MV Anonity) یک کشتی بود که طول آن ۱۹۳ فوت ۰ اینچ (۵۸٫۸۳ متر) بود. این کشتی در سال ۱۹۴۵ ساخته شد.